# Deone Bucannon
Deone Ariel Bucannon (Oakland, 30 agosto 1992) è un giocatore di football americano statunitense che gioca nel ruolo di safety per i Tampa Bay Buccaneers della National Football League (NFL). Fu scelto come 27º assoluto nel Draft NFL 2014. Al college ha giocato a football alla Washington State University.

## Carriera universitaria
Dopo aver giocato a football per la Vanden High School, all'uscita dalla quale fu considerato dal celebre sito di scouting Rivals.com come il 45º miglior prospetto nel ruolo di safety a livello nazionale, Bucannon accettò la borsa di studio offertagli da Washington State.
Nel primo anno presso l'università con sede a Pullman, Bucannon prese parte a 12 incontri, partendo 8 volte come titolare e guidando subito i Cougars con 84 tackle totali (ad una media di 7 a partita), 67 tackle solitari e 4 tackle con perdita di yard, risultando inoltre 15º miglior placcatore in generale e miglior placcatore in assoluto tra i freshman, nella Pac-10. I 14 tackle solitari, messi quell'anno a segno contro Arizona State, rappresentarono il nuovo record ateneo dei Cougars relativo ad un freshman.  Nel 2011 Bucannon prese di nuovo parte a 12 incontri partendo però questa volta titolare in 11 di essi e collezionando 80 tackle (di cui 58 solitari) e 3 intercetti, statistiche queste nelle quali chiuse in entrambi i casi al secondo posto in squadra. Egli inoltre mise a referto 4 passaggi deviati, un fumble forzato, un fumble deviato ed un field goal bloccato.
Nel 2012, nuovamente titolare in 11 dei 12 incontri cui prese parte, tornò a guidare, a distanza di un anno, i Cougars in tackle (106, 5ª migliore prestazione della Pac-12) ed intercetti (4), collezionando inoltre 3 tackle con perdita di yard, un sack, un fumble forzato e 4 passaggi deviati e chiudendo in doppia cifra ben 7 partite su 12, relativamente ai tackle. Era dal 2006 che a WSU un atleta non raggiungeva la tripla cifra in placcaggi, e la cifra fatta registrare da Bucannon rappresentava per di più il miglior risultato dal 1996 relativamente l'ateneo di Pullman. Al termine della stagione fu quindi premiato con l'inserimento nel Second-team All-Pac-12. Nel suo ultimo anno al college, Bucannon, semifinalista nel prestigioso Jim Thorpe Award che premia il miglior defensive back della stagione a livello nazionale, continuò a dare evidenti segni di un costante processo di maturazione, guidando la Pac-12 con 109 tackle e terminando al 5º posto con 5 intercetti. Egli inoltre guidò i Cougars con 3 fumble forzati e 3 fumble recuperati che gli permisero di essere inserito per la prima volta in carriera nel First-team All-Pac-12 e nel First-team All-American da parte dell'Associated Press, oltre che ricevere il CFPA Elite Defensive Back Trophy per la sua carriera da defensive back nei Cougars.

### Vittorie e premi
- CFPA Elite Defensive Back Trophy: 1

2013
- First-team All-American: 1

2013
- First-team All-Pac-12: 1

2013
- Second-team All-Pac-12: 1

2012
- Fourth-team All-Pac-10: 1

2010
- All-Freshman team Pac-10 (2010)

## Carriera professionistica

### Arizona Cardinals
Bucannon era considerato una delle migliori safety eleggibili nel Draft 2014. Fu scelto come 27º assoluto dagli Arizona Cardinals. Debuttò come professionista partendo come titolare nel Monday Night Football della settimana 1 vinto contro i San Diego Chargers mettendo a segno 5 tackle. Il primo sack in carriera lo fece registrare nella vittoria della settimana 10 contro i St. Louis Rams. La sua prima annata si chiuse con 81 tackle, 2 sack e un fumble forzato disputando tutte le 16 partite, di cui 9 come titolare.
Nella settimana 15 della stagione 2015, Bucannon ritornò un intercetto su Sam Bradford in touchdown e mise a segno 9 tackle contro gli Eagles, venendo premiato come migliore difensore della NFC della settimana.

### Tampa Bay Buccaneers
Nel 2019 Bucannon firmò con i Tampa Bay Buccaneers. Fu svincolato il 9 ottobre dello stesso anno.

### New York Giants
Il 22 ottobre 2019 Buccannon firmò con i New York Giants.

### Atlanta Falcons
Il 26 maggio 2020 Bucannon firmò con gli Atlanta Falcons.

### Tampa Bay Buccaneers
Il 6 gennaio 2021, Bucannon firmò con la squadra di allenamento dei Tampa Bay Buccaneers. Il 16 gennaio 2021 fu promosso nel roster attivo prima della gara di playoff contro i New Orleans Saints. Il 7 febbraio 2021 scese in campo nel Super Bowl LV contro i Kansas City Chiefs campioni in carica nella vittoria per 31-9, conquistando il suo primo titolo.

## Palmarès

### Franchigia
- Super Bowl : 1

Tampa Bay Buccaneers: LV
- National Football Conference Championship: 1

Tampa Bay Buccaneers: 2020

### Individuale
- Difensore della NFC della settimana: 1

15ª del 2015
- PFWA All-Rookie Team - 2014